# Gesta regum Anglorum
Gesta regum Anglorum (Czyny królów angielskich) – kronika średniowieczna autorstwa Williama z Malmesbury. Trzy pierwsze księgi Gesta zostały ukończone w roku 1120 lub krótko po nim (dotyczyły lat 449-1120). Później edytował i rozszerzył ją do roku 1127, dodając zmiany poświęcone earlowi Robertowi z Gloucester. Właśnie ta druga edycja jest współcześnie uznawana przez uczonych anglosaskich za najwartościowsze źródło historii Anglii z tamtego okresu.

## Treść
Kronika stanowi cenne źródło również do poznania historii Słowian połabskich. W rozdziale De Henrico Imperatore William, zapewne posiłkując się źródłami niemieckimi, dawał taki oto opis ich kultu:

Erat imperator multis et magnis virtutibus praeditus, et omnium pene ante se

bellicosissimus, quippe qui etiam Vindelicos et Leuticios subegerit, ceterosque populos

Suevis conterminos, qui usque ad hanc diem soli omnium mortalium paganas superstitiones

anhelant; nam Saraceni et Turchi Deum Creatorem colunt, Mahumet non Deum sed ejus

prophetam aestimantes. Vindelici vero Fortunam adorant; cujus idolum loco nominatissimo

ponentes, cornu dextrae illius componunt plenum potu illo quem [variant: quod] Graeco

vocabulo, ex aqua et melle, Hydromellum vocamus. Idem sanctus Hieronymus Aegiptos et

omnes pene Orientales fecisse, in decimo octavo super Isaiam libro confirmat. Unde ultimo

die Novembris mensis, in circuitu sedentes, in commune praegustant; et si cornu plenum

invenerint, magno strepitu applaudunt [variant: plaudentes], quod eis futuro anno pleno

copia cornu resdponsura sit in omnibus; si contra, gemunt. Hos ergo ita Henricus tributarios

effecerat, ut, omnibus sollempnitatibus quibus coronabatur, reges eorum quatuor, lebetem

quo carnes condiebantur, in humeris suis, per anulos quatuor vectibus ad coquinam

vectitarent

Ten cesarz (Henryk III Salicki) posiadał liczne i wielkie cnoty; i niemal przewyższał

swą militarną biegłością wszystkich swoich poprzedników: wspomnijmy choćby o tym, że podporządkował sobie ludy:

Vindelici (zapewne kontaminacja nazw etnicznych Winedów i Wieletów) i Leutici (Lutycy, a może ogólnie Łużyczanie),

i inne narody graniczące ze Suewami, którzy samotnie, nawet do dnia dzisiejszego wierzą w pogańskie przesądy:

jak Saraceni i Turcy, którzy czczą Boga Stwórcę, patrząc na Mahometa nie jako na Boga, ale jako jego proroka.

Ale Vindelici czczą Fortunę i stawiają jej bałwana w szczególnych sytuacjach,

wkładając róg w jej prawą dłoń i napełniając go napojem zrobionym z miodu i wody, który Grecy nazywają „Hydromellum”.

Święty Hieronim ze Strydonu udowadniał w swej osiemnastej księdze na temat Izajasza,

że Egipcjanie i prawie wszystkie wschodnie narody postępują tak samo.

Dlatego podczas ostatniego dnia listopada, Vindelici siadają naokoło i wspólnie go oglądają;

a jeśli róg będzie pełny, klaszczą i głośno wyrażają swoje zadowolenie:

ponieważ w następnym roku, jej [Fortuny] pełny róg obfitości zwiastuje dostatek i spełnienie życzeń:

jeśli jednak jest inaczej, to lamentują.

Henryk w sposób rozsądny zhołdował te plemiona tak, że na każdej uroczystości, na której wkładał swą koronę,

czterech z ich [Vindelitów] królów było zobowiązanych do niesienia kotła na ramionach,

do kuchni, za pomocą dźwigni przechodzących przez pierścienie, w którym było gotowane [ofiarne] mięso.

Fortuna zapewne nie była oryginalną nazwą, a łacińskim tłumaczeniem, należy zwrócić uwagę na znaczną zbieżność opisu ceremonii z tym, który Saxo Gramatyk dawał przy opisie Świętowita. Fortuna, czyli odpowiednik greckiej Tyche/Τύχη była w scs. tłumaczona jako Рожданица/Rożdanica.